# بارتس آرناوتس
بارتس آرناوتس (انگلیسی: Bart Aernouts؛ زادهٔ ۲۳ ژوئن ۱۹۸۲) دوچرخه‌سوار اهل بلژیک است.
وی در مسابقات کشوری و بین‌المللی در مجموع برندهٔ ۱ مدال طلا شده‌است.